# Quararibea stenopetala
Quararibea stenopetala là một loài thực vật có hoa trong họ Cẩm quỳ. Loài này được (Standl. & Cuatrec.) J.F.Macbr. miêu tả khoa học đầu tiên năm 1956.